# Agrarproduktion

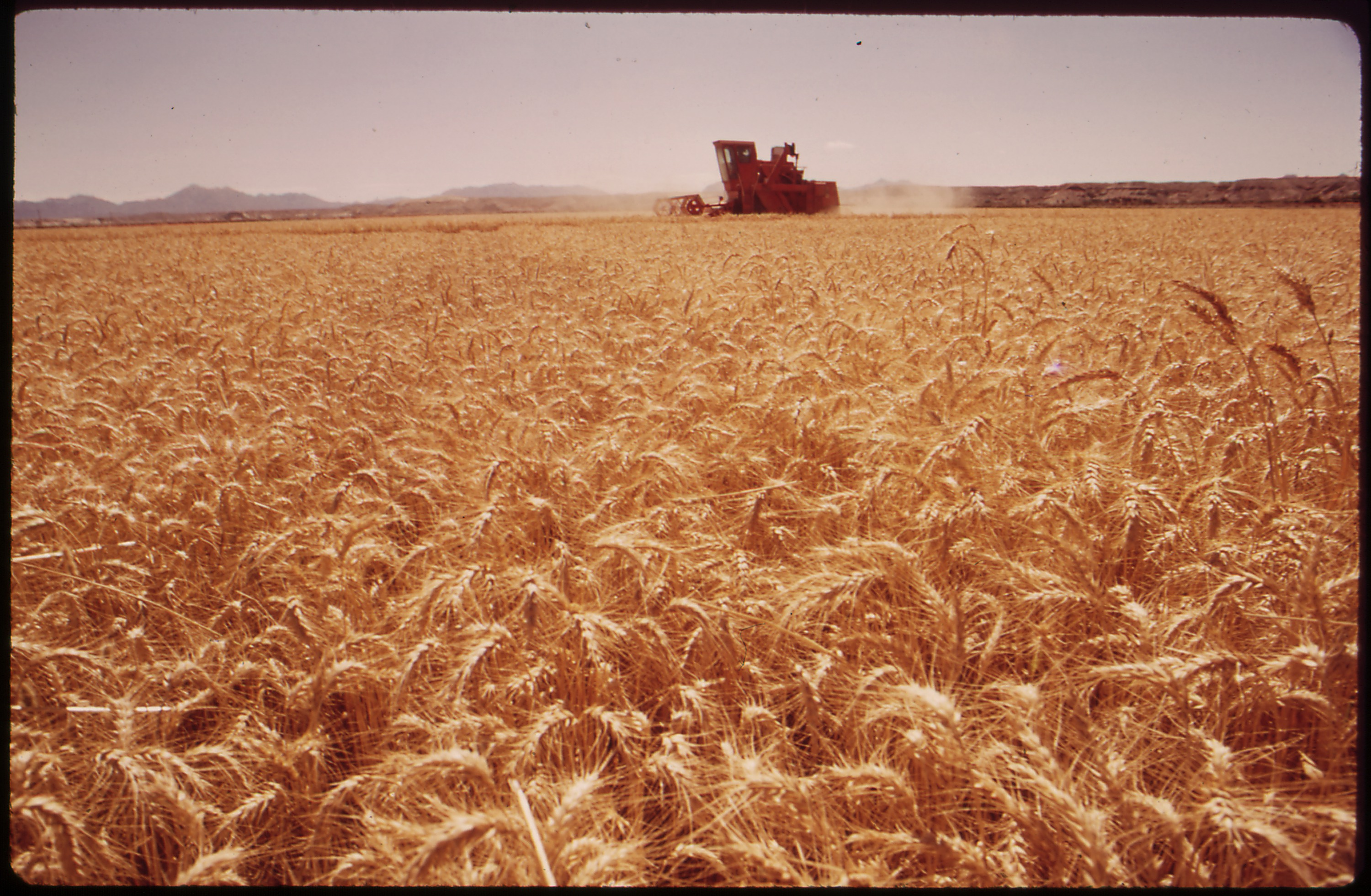
Palo Verde (Kalifornien) – Weizenernte am Colorado River (Mai 1972)

Agrarproduktion ist in der Volkswirtschaftslehre und Wirtschaft die stark ortsgebundene und saisonabhängige Herstellung von Erzeugnissen der Landwirtschaft. Pendant ist die Industrieproduktion.

## Allgemeines
Die Agrarproduktion gehört neben Bergbau, Fischerei und Forstwirtschaft zum Wirtschaftssektor der Urproduktion, auch „Primärsektor“ genannt. Die Landwirtschaft kann begriffen werden als die Erzeugung von Agrarprodukten für die menschliche Ernährung und Tierernährung. Agrarprodukte sind das Ergebnis der Agrarproduktion, die als Subsistenzwirtschaft zwecks Selbstversorgung der Bevölkerung und/oder als Agrarexport betrieben werden kann. Agrarprodukte sind alle Produkte, zu deren Herstellung der Produktionsfaktor Boden wesentlich beiträgt. Ein Agrarerzeugnis im Sinne des § 2 Abs. 1 AgrarMSG ist ein im Wege der Urerzeugung gewonnenes Erzeugnis der Landwirtschaft (Agrarurerzeugnis) oder ein Erzeugnis, das aus einem Agrarurerzeugnis durch Bearbeitung oder Verarbeitung gewonnen wird (Agrarverarbeitungserzeugnis).
Die Agrarproduktion war oder ist in manchen Staaten mit dem Staatsziel der Autarkie verbunden, die einen Selbstversorgungsgrad von 100 % anstrebt.

## Geschichte
Für den Physiokraten François Quesnay bestand die Volkswirtschaft seinem Tableau économique aus 1758 zufolge aus drei Sektoren, nämlich der Landwirtschaft mit bäuerlichen Pächtern als „produktiver Klasse“ (französisch classe productive), der Großgrundbesitzer als „distributiver Klasse“ (französisch classe distributive) und der gewerblichen Wirtschaft mit Kaufleuten (französisch classe stérile). Seine Klassifizierung rückte die Landwirtschaft in den Vordergrund wirtschaftlicher Überlegungen. Im Sinne von Landwirtschaft und Agrarproduktion verstand Quesnay die Natur als gegensätzlich zur Manufaktur- und entstehenden Industrieproduktion. Die landwirtschaftliche Wertschöpfung entspringt nach seiner Auffassung dem Boden und ist die einzige produktive Leistung. Er favorisierte 1767 den Agrarstaat (französisch royaume agricole), dessen Grundzüge er aus der „natürlichen Ordnung“ (französisch ordre naturel) ablas. Denn „der Boden ist die einzige Quelle des Wohlstands“ (französisch la terre est l'unique source de richesse).
Adam Smith und Thomas Robert Malthus sahen dagegen den Primärsektor statisch, die Agrarproduktion naturgegeben und ihre Steigerung nur über eine Ausweitung der begrenzten Kulturböden möglich. Die Konsequenz dieses agrarischen Produktionspessimismus war die alleinige Vorstellung von der Fortschrittsrolle der Industrie und des Freihandels als Motor der Entwicklung, von der bei entsprechendem Abbau des Agrarsektors die klassische Arbeitsteilung von Industriestaaten und Agrarstaaten ausging.
Der Aufschwung der Landwirtschaft war nach Smith nur durch den Untergang des Feudalismus möglich geworden. Dabei hob er in seinem Buch Der Wohlstand der Nationen vom März 1776 die Bedeutung des landwirtschaftlichen Angebotsüberschusses hervor, denn Städte könnten nur in dem Maße wachsen wie die Agrarproduktion zunehme. Das 1798 von Malthus entwickelte Bevölkerungsgesetz ging davon aus, dass der Bodenertrag nur in arithmetischer Progression exponentiell ({\displaystyle 1,2,3,4,5} usw.) wachsen könne, die Bevölkerung jedoch in geometrischer Progression ({\displaystyle 1,2,4,8,16} usw.) wachse, mit der Folge von Hunger und Armut. Hunger, Kriege oder Epidemien erhöhten die Sterberate als tatsächliche Hemmnisse (englisch positive checks), so dass das Existenzminimum erhalten bleibe, aber das Wirtschaftswachstum gehemmt werde (Malthusianische Katastrophe).
Durch steigenden Mineraldüngerverbrauch und fortschreitende Motorisierung der Landwirtschaft versuchte der Nationalsozialismus ab 1936 Autarkie der Nahrungsmittelversorgung herzustellen, was allerdings bis zum Zweiten Weltkrieg nicht gelang. Die Zeiten der beiden Weltkriege und deren Nachkriegsjahre waren in Europa durch gravierende Probleme in der Agrarproduktion und Nahrungsmittelversorgung gekennzeichnet. Die Agrarpolitik beschränkte sich nicht nur auf den Schutz des landwirtschaftlichen Außenhandels, sondern auch auf Agrarsubventionen zur Stützung der Landwirtschaft.
In der DDR wurde im Juli 1952 die Bildung von „Landwirtschaftlichen Produktionsgenossenschaften“ auf der 2. Parteikonferenz der SED bekanntgegeben. Agrarprodukte unterlagen auch in marktwirtschaftlichen Staaten häufig der staatlichen Marktregulierung, denn strukturelle Fehlentwicklungen versuchte der Staat durch Interventionen zu korrigieren. Seit Gründung der EWG im März 1957 erhielt der Begriff Marktregulierung einen interventionistischen Inhalt, denn die EWG griff in den Agrarmarkt durch Aufkäufe der Überproduktion landwirtschaftlicher Produkte (Milch- und Molkereiprodukte) durch Produktionsquoten preisstabilisierend ein („Butterberg“, „Milchschwemme“). Um die landwirtschaftlichen Erzeugnisse in den freien Warenverkehr der neu gegründeten EWG einzubeziehen und zugleich die öffentliche Unterstützung der Landwirtschaft zu erhalten, wurden die bisherigen nationalstaatlichen Interventionsmechanismen auf die Ebene der EWG übertragen. Auch der im Dezember 2009 in Kraft getretene Vertrag über die Arbeitsweise der Europäischen Union (AEUV) sieht in Art. 39 Abs. 1c AEUV die Stabilisierung der Märkte vor.

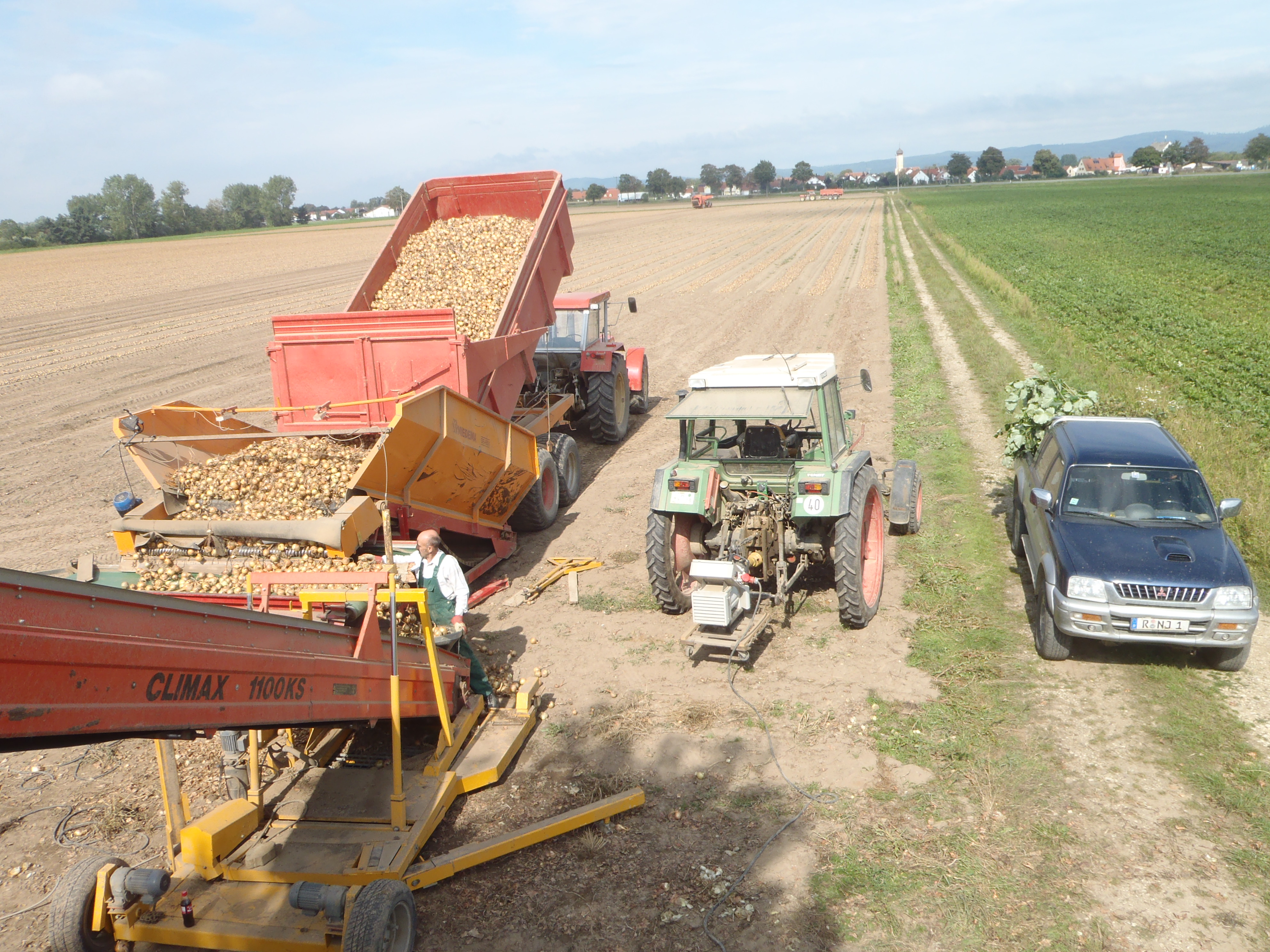
Zwiebelernte bei Regensburg (September 2010)

## Arten
Teilsektoren der Agrarproduktion sind der Pflanzenbau und die Tierproduktion. Die Agrarproduktion umfasst die Herstellung von Nahrungs- und Genussmitteln durch den Anbau von Nutzpflanzen wie beispielsweise Futtermittel, Gemüse, Getreide, Obst, Tabak oder Wein (außer Nutzholz, das zur Forstwirtschaft gehört) und die Haltung von Nutztieren wie etwa Haushühnern, Hausrindern, Hausschweinen oder Schafen und Ziegen (außer Speisefischen, die zur Fischerei gehören). Aus Nutzpflanzen werden Mehl oder Speisefette und Speiseöle hergestellt, Nutztiere können zur Gewinnung von Naturprodukten wie Eiern, Milch, Käse oder Tierfetten eingesetzt oder zu Fleisch verarbeitet werden.
Anders als bei dieser volkswirtschaftlichen Abgrenzung ist in Art. 38 Abs. 1 AEUV vorgesehen, dass auch die Fischerei sowie die mit dieser in unmittelbarem Zusammenhang stehenden Erzeugnisse der ersten Verarbeitungsstufe zu den Agrarprodukten gehören.

## Erzeugnisse der Landwirtschaft
Die Agrarproduktion wird wie folgt eingeteilt:
| Agrarerzeugnisse | Produktgruppe                                                     | Produkte |
| ---------------- | ----------------------------------------------------------------- | --- |
| Agrarprodukte    | Gemüse Getreide Gewürze Obst                                      | Gemüsespargel, Gurken, Karotten, Kartoffeln, Kohl, Petersilien usw. Gerste, Hafer, Hirse, Mais, Reis, Roggen, Triticale, Weizen Anis, Gewürznelken, Kapern, Kümmel, Paprika, Pfeffer, Safran, Zwiebeln Beerenobst, Kernobst, Schalenobst, Steinobst, Südfrüchte |
| Agrarrohstoffe   | Nahrungsmittel Genussmittel Hackfrüchte technische Agrarrohstoffe | Milch Kaffeebohnen, Kakaobohnen, Tabak, Tee Maniok, Zuckerrohr, Zuckerrüben usw. Baumwolle, Kautschuk, Wolle |
| Tierprodukte     | Lebensmittel Futtermittel Schmuck Sonstiges                       | Eier, Fette, Fleisch, Honig, Innereien, Milch, Tran usw. Getreide, Raps, Soja usw. Elfenbein, Horn, Tierzahnschmuck usw. Düngemittel, Gelatine, Leder, Pelze, Wolle usw.                                                                                        |

Die Zuordnung kann je nach Verwendungszweck variieren: Weintrauben sind Agrarprodukte, bei der Weinherstellung gelten sie als Agrarrohstoffe. Kaffeebohnen sind ein Agrarrohstoff, der Röstkaffee ist ein Endprodukt. Beerenobst und die anderen Produkte bilden jeweils wiederum eine eigene Produktgruppe; zum Beerenobst gehören demnach als Produkte unter anderem Brombeeren, Erdbeeren oder Heidelbeeren. Speisesalz, Senf oder Zucker sind keine Gewürze.

## Produktionsprozess
Der Produktionsprozess von Agrarprodukten beginnt bei Pflanzen mit der Saat von Saatgut oder der Anpflanzung, die dem Wachstum überlassen werden (einschließlich Pflanzenschutz) bis zur Fruchtreife, es folgen Ernte und eine mehr oder weniger intensive Weiterverarbeitung. Diese geschieht durch Mahlen, Rösten, Schälen, Trocknen oder Veredeln. Die Nutztierhaltung einschließlich Zucht und Veterinärmedizin ist Kern des Produktionsprozesses bei Nutztieren, zu dem auch die Herstellung von Milch, Käse oder Tierfetten gehört. Die Weiterverarbeitung der Nutztiere geschieht durch ihre Schlachtung zu Fleischprodukten.
Beim Produktionsprozess fallen einige Sondermerkmale im Vergleich zur Industrie auf. Der Produktionsprozess ist relativ lang (jährliche Ernterhythmen) und sehr witterungsabhängig, so dass anhaltende Extremwetterlagen wie Dürreperioden oder Dauerregen zu Missernten führen können. Die Witterung ist damit der Hauptfaktor, der das Güterangebot an Agrarprodukten beeinflusst.  

## Wirtschaftliche Aspekte
Überwiegt in einem Staat die Agrarproduktion, so wird von einem Agrarstaat gesprochen, bei überwiegend industrieller Produktion handelt es sich um einen Industriestaat. In letzteren herrscht wiederum die industrielle Landwirtschaft durch starken Einsatz von Agrartechnik vor. Sie erfolgt häufig durch Massenproduktion nach dem Gesetz der Massenproduktion (mit Fixkostendegression), daher besteht eine Tendenz zur Bildung landwirtschaftlicher Großunternehmen, die Skaleneffekte besser ausnutzen können. Charakteristisch ist hierbei die Massentierhaltung, im Gegensatz hierzu steht in der Agrarproduktion die ökologische Landwirtschaft.
Ein großer Teil der Agrarprodukte ist standardisierbar und kann deshalb als Commodities auch an Warenbörsen gehandelt werden. Der Handel an Börsen vereinheitlicht das Aufeinandertreffen der Marktteilnehmer (Landwirte, Großhandel, Einzelhandel, Verbraucher), die nicht mehr ausschließlich auf Großmärkten oder lokalen Produktmärkten präsent sein müssen. Die Einkommenselastizität der Nachfrage nach Agrarprodukten misst das Verhältnis der relativen Zunahme des Einkommens und der relativen Zunahme der Ausgaben für den Nahrungskonsum.
In der Fachliteratur wird von einer inversen oder antizyklischen Reaktion der landwirtschaftlichen Produzenten gesprochen, wobei vorauszuschicken ist, dass die Bezeichnung „invers“ erstmals 1952 von Walter Adolf Jöhr für eine inverse Produktionsanpassung der Landwirtschaft bei sinkenden Agrarpreisen geprägt wurde. Sie beschreibt eine Situation, welche der Konjunkturbewegung durch gegenläufige Mengen- und Preiskurven entgegenwirkt. Empirische Untersuchungen nährten jedoch Zweifel am Vorhandensein dieser inversen Produktionsanpassung.

## Statistiken
In Deutschland entwickelten sich die Verkaufserlöse aus der Agrarproduktion wie folgt:
| Agrarprodukt | Verkaufserlöse in Mrd. Euro (2012) | Verkaufserlöse in Mrd. Euro (2017) |
| ------------ | ---------------------------------- | ---------------------------------- |
| Getreide     | 5,843                              | 5,071                              |
| Kartoffeln   | 1,383                              | 1,842                              |
| Nutzpflanzen | 17,416                             | 17,025                             |
| Tierprodukte | 27,451                             | 28,664                             |
| Gesamterlöse | 52,033                             | 52,602                             |

Mit 54,4 % aller Verkaufserlöse besaßen die Tierprodukte den größten Anteil, gefolgt von pflanzlichen Produkten (32,4 %) und Getreide (9,6 %).
In den EU-Mitgliedstaaten belief sich im Jahre 2018 der Produktionswert der Agrarproduktion (zu Herstellungskosten) auf 435,9 Mrd. Euro (2015: 417,3 Mrd. Euro). Die Hauptproduzenten waren:
| Land                   | Anteil in % des Produktionswerts EU 2015 | Anteil in % des Produktionswerts EU 2018 |
| ---------------------- | ---------------------------------------- | ---------------------------------------- |
| Deutschland            | 10,9                                     | 12,2                                     |
| Frankreich             | 17,4                                     | 18,1                                     |
| Italien                | 13,0                                     | 13,3                                     |
| Niederlande            | 6,6                                      | 6,4                                      |
| Spanien                | 12,2                                     | 12,3                                     |
| Vereinigtes Königreich | 6,9                                      | 7,9                                      |

Größte Produzenten sind die Flächenstaaten, weil bei diesen für die Agrarproduktion eine größere Agrarfläche zur Verfügung steht.